# Eleições parlamentares europeias de 2019 no distrito de Faro
| Eleições parlamentares europeias de 2019 Distritos: Aveiro \| Beja \| Braga \| Bragança \| Castelo Branco \| Coimbra \| Évora \| Faro \| Guarda \| Leiria \| Lisboa \| Portalegre \| Porto \| Santarém \| Setúbal \| Viana do Castelo \| Vila Real \| Viseu \| Açores \| Madeira \| Estrangeiro |

## Resultados por concelho
Os resultados nos concelhos do Distrito de Faro foram os seguintes:

### Albufeira
| Partido                 | Partido                        | Votos  | %               | +/-  |
| ----------------------- | ------------------------------ | ------ | --------------- | ---- |
|                         | Partido Socialista             | 2 376  | 29,54 / 100,00  | 1,13 |
|                         | Partido Social Democrata       | 1 683  | 20,93 / 100,00  | -    |
|                         | Bloco de Esquerda              | 962    | 11,96 / 100,00  | 6,32 |
|                         | Pessoas–Animais–Natureza       | 568    | 7,06 / 100,00   | 3,64 |
|                         | Coligação Democrática Unitária | 450    | 5,59 / 100,00   | 6,10 |
|                         | CDS – Partido Popular          | 435    | 5,41 / 100,00   | -    |
|                         | Basta!                         | 262    | 3,26 / 100,00   | 1,91 |
|                         | Aliança                        | 157    | 1,95 / 100,00   | Novo |
|                         | LIVRE                          | 124    | 1,54 / 100,00   | 0,95 |
|                         | Nós, Cidadãos!                 | 87     | 1,08 / 100,00   | Novo |
|                         | Partido Nacional Renovador     | 85     | 1,06 / 100,00   | 0,42 |
|                         | Outros (com menos de 1,00%)    | 255    | 3,17 / 100,00   |      |
| Votos Inválidos         | Votos Inválidos                | 599    | 7,45 / 100,00   | 0,95 |
| Total                   | Total                          | 8 043  | 100,00 / 100,00 |      |
| Eleitorado/Participação | Eleitorado/Participação        | 34 906 | 23,04 / 100,00  | 0,34 |

| Freguesia                 | %     | %     | %     | %    | %    | %    | %    | %    | %    | %    | %    | Votantes |
| Freguesia                 | PS    | PSD   | BE    | PAN  | CDU  | CDS  | B!   | A    | L    | NC!  | PNR  | Votantes |
| ------------------------- | ----- | ----- | ----- | ---- | ---- | ---- | ---- | ---- | ---- | ---- | ---- | -------- |
| Albufeira e Olhos de Água | 27,47 | 22,63 | 12,02 | 7,05 | 6,17 | 5,17 | 3,45 | 2,11 | 1,61 | 1,06 | 0,92 | 5 108    |
| Ferreiras                 | 33,07 | 16,50 | 12,45 | 7,02 | 5,21 | 5,79 | 3,04 | 1,74 | 1,16 | 1,52 | 1,37 | 1 382    |
| Guia                      | 30,11 | 21,27 | 11,11 | 8,24 | 4,06 | 5,62 | 2,75 | 2,27 | 1,91 | 1,08 | 0,72 | 837      |
| Paderne                   | 36,87 | 16,90 | 11,59 | 5,87 | 4,05 | 6,15 | 2,93 | 0,84 | 1,40 | 0,42 | 1,82 | 716      |
| Albufeira                 | 29,54 | 20,93 | 11,96 | 7,06 | 5,59 | 5,41 | 3,26 | 1,95 | 1,54 | 1,08 | 1,06 | 8 043    |

### Alcoutim
| Partido                 | Partido                        | Votos | %               | +/-  |
| ----------------------- | ------------------------------ | ----- | --------------- | ---- |
|                         | Partido Socialista             | 373   | 50,13 / 100,00  | 4,82 |
|                         | Partido Social Democrata       | 164   | 22,04 / 100,00  | -    |
|                         | Coligação Democrática Unitária | 58    | 7,80 / 100,00   | 2,25 |
|                         | Bloco de Esquerda              | 37    | 4,97 / 100,00   | 3,81 |
|                         | CDS – Partido Popular          | 30    | 4,03 / 100,00   | -    |
|                         | Outros (com menos de 1,00%)    | 33    | 4,44 / 100,00   |      |
| Votos Inválidos         | Votos Inválidos                | 49    | 6,59 / 100,00   | 0,60 |
| Total                   | Total                          | 744   | 100,00 / 100,00 |      |
| Eleitorado/Participação | Eleitorado/Participação        | 2 417 | 30,78 / 100,00  | 6,77 |

| Freguesia          | %     | %     | %     | %    | %    | Votantes |
| Freguesia          | PS    | PSD   | CDU   | BE   | CDS  | Votantes |
| ------------------ | ----- | ----- | ----- | ---- | ---- | -------- |
| Alcoutim e Pereiro | 56,44 | 13,86 | 8,58  | 6,60 | 3,30 | 303      |
| Giões              | 46,67 | 26,67 | 11,11 | 2,22 | 5,56 | 90       |
| Martim Longo       | 41,20 | 30,40 | 7,20  | 4,40 | 3,20 | 250      |
| Vaqueiros          | 56,44 | 21,78 | 3,96  | 3,96 | 6,93 | 101      |
| Alcoutim           | 50,13 | 22,04 | 7,80  | 4,97 | 4,03 | 744      |

### Aljezur
| Partido                 | Partido                                         | Votos | %               | +/-  |
| ----------------------- | ----------------------------------------------- | ----- | --------------- | ---- |
|                         | Partido Socialista                              | 490   | 39,26 / 100,00  | 4,18 |
|                         | Partido Social Democrata                        | 137   | 10,98 / 100,00  | -    |
|                         | Bloco de Esquerda                               | 129   | 10,34 / 100,00  | 5,51 |
|                         | Coligação Democrática Unitária                  | 126   | 10,10 / 100,00  | 7,34 |
|                         | Pessoas–Animais–Natureza                        | 97    | 7,77 / 100,00   | 5,11 |
|                         | CDS – Partido Popular                           | 38    | 3,04 / 100,00   | -    |
|                         | Aliança                                         | 22    | 1,76 / 100,00   | Novo |
|                         | Basta!                                          | 20    | 1,60 / 100,00   | 0,55 |
|                         | LIVRE                                           | 18    | 1,44 / 100,00   | 0,94 |
|                         | Partido Comunista dos Trabalhadores Portugueses | 18    | 1,44 / 100,00   | 1,15 |
|                         | Nós, Cidadãos!                                  | 14    | 1,12 / 100,00   | Novo |
|                         | Outros (com menos de 1,00%)                     | 37    | 2,97 / 100,00   |      |
| Votos Inválidos         | Votos Inválidos                                 | 102   | 8,18 / 100,00   | 0,27 |
| Total                   | Total                                           | 1 248 | 100,00 / 100,00 |      |
| Eleitorado/Participação | Eleitorado/Participação                         | 4 243 | 29,41 / 100,00  | 3,87 |

| Freguesia | %     | %     | %     | %     | %    | %    | %    | %    | %    | %    | %    | Votantes |
| Freguesia | PS    | PSD   | BE    | CDU   | PAN  | CDS  | A    | B!   | L    | PCTP | NC!  | Votantes |
| --------- | ----- | ----- | ----- | ----- | ---- | ---- | ---- | ---- | ---- | ---- | ---- | -------- |
| Aljezur   | 38,25 | 12,80 | 10,53 | 7,78  | 9,24 | 3,40 | 2,11 | 1,78 | 1,46 | 1,46 | 1,62 | 617      |
| Bordeira  | 37,18 | 12,82 | 11,54 | 14,10 | 5,13 | 3,85 | 0    | 2,56 | 1,28 | 0    | 0    | 78       |
| Odeceixe  | 35,58 | 10,11 | 7,87  | 16,48 | 5,99 | 2,62 | 1,12 | 1,87 | 1,50 | 2,25 | 0,37 | 267      |
| Rogil     | 45,45 | 7,34  | 11,89 | 8,04  | 6,99 | 2,45 | 2,10 | 0,70 | 1,40 | 1,05 | 1,05 | 286      |
| Aljezur   | 39,26 | 10,98 | 10,34 | 10,10 | 7,77 | 3,04 | 1,76 | 1,60 | 1,44 | 1,44 | 1,12 | 1 248    |

### Castro Marim
| Partido                 | Partido                                         | Votos | %               | +/-  |
| ----------------------- | ----------------------------------------------- | ----- | --------------- | ---- |
|                         | Partido Socialista                              | 587   | 37,92 / 100,00  | 4,21 |
|                         | Partido Social Democrata                        | 306   | 19,77 / 100,00  | -    |
|                         | Bloco de Esquerda                               | 171   | 11,05 / 100,00  | 5,10 |
|                         | Coligação Democrática Unitária                  | 111   | 7,17 / 100,00   | 3,21 |
|                         | CDS – Partido Popular                           | 65    | 4,20 / 100,00   | -    |
|                         | Pessoas–Animais–Natureza                        | 58    | 3,75 / 100,00   | 2,61 |
|                         | Aliança                                         | 29    | 1,87 / 100,00   | Novo |
|                         | Basta!                                          | 26    | 1,68 / 100,00   | 1,08 |
|                         | LIVRE                                           | 25    | 1,61 / 100,00   | 0,58 |
|                         | Partido Comunista dos Trabalhadores Portugueses | 23    | 1,49 / 100,00   | 0,24 |
|                         | Outros (com menos de 1,00%)                     | 49    | 3,16 / 100,00   |      |
| Votos Inválidos         | Votos Inválidos                                 | 98    | 6,33 / 100,00   | 0,65 |
| Total                   | Total                                           | 1 548 | 100,00 / 100,00 |      |
| Eleitorado/Participação | Eleitorado/Participação                         | 5 786 | 26,75 / 100,00  | 4,62 |

| Freguesia    | %     | %     | %     | %    | %    | %    | %    | %    | %    | %    | Votantes |
| Freguesia    | PS    | PSD   | BE    | CDU  | CDS  | PAN  | A    | B!   | L    | PCTP | Votantes |
| ------------ | ----- | ----- | ----- | ---- | ---- | ---- | ---- | ---- | ---- | ---- | -------- |
| Altura       | 38,46 | 16,24 | 13,89 | 7,03 | 3,85 | 4,70 | 2,99 | 1,50 | 1,28 | 1,28 | 468      |
| Azinhal      | 35,26 | 30,13 | 6,41  | 7,69 | 6,41 | 1,28 | 0    | 1,92 | 1,28 | 1,92 | 156      |
| Castro Marim | 36,16 | 17,75 | 12,05 | 7,95 | 3,44 | 4,11 | 1,99 | 1,99 | 2,25 | 1,59 | 755      |
| Odeleite     | 46,75 | 28,99 | 2,96  | 3,55 | 6,51 | 1,78 | 0    | 0,59 | 0    | 1,18 | 169      |
| Castro Marim | 37,92 | 19,77 | 11,05 | 7,17 | 4,20 | 3,75 | 1,87 | 1,68 | 1,61 | 1,49 | 1 548    |

### Faro
| Partido                 | Partido                        | Votos  | %               | +/-  |
| ----------------------- | ------------------------------ | ------ | --------------- | ---- |
|                         | Partido Socialista             | 5 693  | 31,84 / 100,00  | 2,43 |
|                         | Partido Social Democrata       | 3 030  | 16,95 / 100,00  | -    |
|                         | Bloco de Esquerda              | 2 510  | 14,04 / 100,00  | 6,78 |
|                         | Coligação Democrática Unitária | 1 345  | 7,52 / 100,00   | 7,64 |
|                         | Pessoas–Animais–Natureza       | 1 219  | 6,82 / 100,00   | 3,99 |
|                         | CDS – Partido Popular          | 938    | 5,25 / 100,00   | -    |
|                         | LIVRE                          | 392    | 2,19 / 100,00   | 0,64 |
|                         | Aliança                        | 378    | 2,11 / 100,00   | Novo |
|                         | Nós, Cidadãos!                 | 348    | 1,95 / 100,00   | Novo |
|                         | Basta!                         | 339    | 1,90 / 100,00   | 1,08 |
|                         | Outros (com menos de 1,00%)    | 601    | 3,35 / 100,00   |      |
| Votos Inválidos         | Votos Inválidos                | 1 088  | 6,09 / 100,00   | 1,09 |
| Total                   | Total                          | 17 881 | 100,00 / 100,00 |      |
| Eleitorado/Participação | Eleitorado/Participação        | 56 695 | 31,54 / 100,00  | 0,80 |

| Freguesia             | %     | %     | %     | %     | %    | %    | %    | %    | %    | %    | Votantes |
| Freguesia             | PS    | PSD   | BE    | CDU   | PAN  | CDS  | L    | A    | NC!  | B!   | Votantes |
| --------------------- | ----- | ----- | ----- | ----- | ---- | ---- | ---- | ---- | ---- | ---- | -------- |
| Conceição e Estoi     | 37,97 | 16,41 | 11,48 | 7,20  | 5,25 | 4,33 | 1,46 | 1,73 | 1,35 | 2,17 | 1 846    |
| Faro (Sé e São Pedro) | 31,70 | 16,54 | 14,42 | 7,49  | 6,96 | 5,38 | 2,31 | 2,13 | 2,00 | 1,93 | 12 724   |
| Montenegro            | 27,82 | 19,33 | 15,22 | 4,86  | 8,11 | 5,70 | 2,33 | 2,83 | 2,37 | 1,70 | 2 405    |
| Santa Bárbara de Nexe | 32,01 | 17,33 | 10,71 | 15,67 | 4,64 | 4,08 | 1,66 | 0,77 | 1,32 | 1,32 | 906      |
| Faro                  | 31,84 | 16,95 | 14,04 | 7,52  | 6,82 | 5,25 | 2,19 | 2,11 | 1,95 | 1,90 | 17 881   |

### Lagoa
| Partido                 | Partido                                         | Votos  | %               | +/-  |
| ----------------------- | ----------------------------------------------- | ------ | --------------- | ---- |
|                         | Partido Socialista                              | 2 020  | 37,51 / 100,00  | 4,63 |
|                         | Partido Social Democrata                        | 891    | 16,55 / 100,00  | -    |
|                         | Bloco de Esquerda                               | 686    | 12,74 / 100,00  | 4,69 |
|                         | Pessoas–Animais–Natureza                        | 330    | 6,13 / 100,00   | 3,44 |
|                         | Coligação Democrática Unitária                  | 324    | 6,02 / 100,00   | 6,83 |
|                         | CDS – Partido Popular                           | 213    | 3,96 / 100,00   | -    |
|                         | Basta!                                          | 140    | 2,60 / 100,00   | 1,62 |
|                         | Aliança                                         | 83     | 1,54 / 100,00   | Novo |
|                         | LIVRE                                           | 74     | 1,37 / 100,00   | 0,61 |
|                         | Nós, Cidadãos!                                  | 70     | 1,30 / 100,00   | Novo |
|                         | Partido Comunista dos Trabalhadores Portugueses | 70     | 1,30 / 100,00   | 1,64 |
|                         | Outros (com menos de 1,00%)                     | 151    | 2,81 / 100,00   |      |
| Votos Inválidos         | Votos Inválidos                                 | 333    | 6,19 / 100,00   | 0,08 |
| Total                   | Total                                           | 5 385  | 100,00 / 100,00 |      |
| Eleitorado/Participação | Eleitorado/Participação                         | 18 763 | 28,70 / 100,00  | 1,74 |

| Freguesia          | %     | %     | %     | %    | %    | %    | %    | %    | %    | %    | %    | Votantes |
| Freguesia          | PS    | PSD   | BE    | PAN  | CDU  | CDS  | B!   | A    | L    | NC!  | PCTP | Votantes |
| ------------------ | ----- | ----- | ----- | ---- | ---- | ---- | ---- | ---- | ---- | ---- | ---- | -------- |
| Estômbar e Parchal | 37,98 | 14,47 | 14,16 | 5,39 | 7,42 | 3,64 | 2,83 | 1,30 | 1,17 | 1,39 | 1,26 | 2 225    |
| Ferragudo          | 49,82 | 11,59 | 10,69 | 4,71 | 6,52 | 2,17 | 1,27 | 1,45 | 2,36 | 1,09 | 1,27 | 552      |
| Lagoa e Carvoeiro  | 34,11 | 19,05 | 12,01 | 7,28 | 4,91 | 4,55 | 2,86 | 1,82 | 1,27 | 1,14 | 1,36 | 2 199    |
| Porches            | 36,67 | 21,03 | 11,74 | 5,87 | 3,67 | 4,89 | 1,71 | 1,47 | 1,71 | 1,96 | 1,22 | 409      |
| Lagoa              | 37,51 | 16,55 | 12,74 | 6,13 | 6,02 | 3,96 | 2,60 | 1,54 | 1,37 | 1,30 | 1,30 | 5 385    |

### Lagos
| Partido                 | Partido                        | Votos  | %               | +/-  |
| ----------------------- | ------------------------------ | ------ | --------------- | ---- |
|                         | Partido Socialista             | 2 357  | 35,41 / 100,00  | 3,45 |
|                         | Bloco de Esquerda              | 983    | 14,77 / 100,00  | 7,36 |
|                         | Partido Social Democrata       | 886    | 13,31 / 100,00  | -    |
|                         | Coligação Democrática Unitária | 555    | 8,34 / 100,00   | 6,80 |
|                         | Pessoas–Animais–Natureza       | 404    | 6,07 / 100,00   | 3,72 |
|                         | CDS – Partido Popular          | 284    | 4,27 / 100,00   | -    |
|                         | LIVRE                          | 153    | 2,30 / 100,00   | 0,20 |
|                         | Aliança                        | 141    | 2,12 / 100,00   | Novo |
|                         | Basta!                         | 104    | 1,56 / 100,00   | 0,50 |
|                         | Nós, Cidadãos!                 | 95     | 1,43 / 100,00   | Novo |
|                         | Outros (com menos de 1,00%)    | 257    | 3,87 / 100,00   |      |
| Votos Inválidos         | Votos Inválidos                | 437    | 6,57 / 100,00   | 1,28 |
| Total                   | Total                          | 6 656  | 100,00 / 100,00 |      |
| Eleitorado/Participação | Eleitorado/Participação        | 24 222 | 27,48 / 100,00  | 2,33 |

| Freguesia                     | %     | %     | %     | %    | %    | %    | %    | %    | %    | %    | Votantes |
| Freguesia                     | PS    | BE    | PSD   | CDU  | PAN  | CDS  | L    | A    | B!   | NC!  | Votantes |
| ----------------------------- | ----- | ----- | ----- | ---- | ---- | ---- | ---- | ---- | ---- | ---- | -------- |
| Bensafrim e Barão de São João | 41,85 | 14,00 | 9,56  | 8,57 | 5,27 | 3,13 | 0,82 | 3,29 | 2,14 | 1,15 | 607      |
| Luz                           | 33,77 | 14,19 | 11,75 | 8,48 | 6,69 | 6,53 | 1,63 | 2,12 | 2,12 | 0,82 | 613      |
| Odiáxere                      | 44,01 | 11,17 | 10,52 | 7,93 | 5,18 | 3,88 | 2,59 | 1,13 | 1,62 | 0,97 | 618      |
| São Gonçalo de Lagos          | 33,71 | 15,40 | 14,34 | 8,34 | 6,21 | 4,17 | 2,53 | 2,10 | 1,41 | 1,60 | 4 818    |
| Lagos                         | 35,41 | 14,77 | 13,31 | 8,34 | 6,07 | 4,27 | 2,30 | 2,12 | 1,56 | 1,43 | 6 656    |

### Loulé
| Partido                 | Partido                        | Votos  | %               | +/-  |
| ----------------------- | ------------------------------ | ------ | --------------- | ---- |
|                         | Partido Socialista             | 5 042  | 35,19 / 100,00  | 4,51 |
|                         | Partido Social Democrata       | 3 055  | 21,32 / 100,00  | -    |
|                         | Bloco de Esquerda              | 1 485  | 10,36 / 100,00  | 5,11 |
|                         | Pessoas–Animais–Natureza       | 842    | 5,88 / 100,00   | 3,41 |
|                         | CDS – Partido Popular          | 751    | 5,24 / 100,00   | -    |
|                         | Coligação Democrática Unitária | 610    | 4,26 / 100,00   | 5,18 |
|                         | Basta!                         | 298    | 2,08 / 100,00   | 1,23 |
|                         | Aliança                        | 256    | 1,79 / 100,00   | Novo |
|                         | LIVRE                          | 216    | 1,51 / 100,00   | 0,44 |
|                         | Nós, Cidadãos!                 | 167    | 1,17 / 100,00   | Novo |
|                         | Outros (com menos de 1,00%)    | 558    | 3,88 / 100,00   |      |
| Votos Inválidos         | Votos Inválidos                | 1 048  | 7,32 / 100,00   | 0,67 |
| Total                   | Total                          | 14 328 | 100,00 / 100,00 |      |
| Eleitorado/Participação | Eleitorado/Participação        | 60 052 | 23,86 / 100,00  | 1,28 |

| Freguesia               | %     | %     | %     | %    | %    | %    | %    | %    | %    | %    | Votantes |
| Freguesia               | PS    | PSD   | BE    | PAN  | CDS  | CDU  | B!   | A    | L    | NC!  | Votantes |
| ----------------------- | ----- | ----- | ----- | ---- | ---- | ---- | ---- | ---- | ---- | ---- | -------- |
| Almancil                | 38,41 | 22,14 | 8,54  | 6,33 | 5,23 | 4,07 | 1,92 | 1,45 | 1,05 | 0,99 | 1 721    |
| Alte                    | 49,80 | 17,39 | 5,53  | 3,56 | 3,75 | 5,73 | 1,19 | 0,40 | 1,38 | 0,79 | 506      |
| Ameixial                | 57,94 | 20,63 | 3,17  | 0,79 | 2,38 | 3,17 | 0    | 0,79 | 2,38 | 0,79 | 126      |
| Boliqueime              | 29,50 | 25,60 | 8,95  | 6,55 | 5,05 | 3,01 | 4,43 | 1,51 | 0,53 | 0,44 | 1 129    |
| Loulé (São Clemente)    | 35,35 | 16,88 | 12,63 | 6,55 | 4,75 | 4,92 | 1,88 | 1,95 | 2,48 | 1,30 | 4 000    |
| Loulé (São Sebastião)   | 32,15 | 23,04 | 10,88 | 4,52 | 5,86 | 4,39 | 1,65 | 1,46 | 1,40 | 1,78 | 1 571    |
| Quarteira               | 31,26 | 24,01 | 10,18 | 6,21 | 6,64 | 3,69 | 2,49 | 2,49 | 1,32 | 1,37 | 3 931    |
| Querença, Tôr e Benafim | 41,77 | 22,32 | 8,58  | 5,01 | 3,29 | 5,01 | 0,72 | 1,43 | 0,57 | 0,43 | 699      |
| Salir                   | 43,88 | 20,78 | 10,70 | 4,34 | 2,48 | 4,19 | 0,78 | 0,31 | 0,78 | 0,47 | 645      |
| Loulé                   | 35,19 | 21,32 | 10,36 | 5,88 | 5,24 | 4,26 | 2,08 | 1,79 | 1,51 | 1,17 | 14 328   |

### Monchique
| Partido                 | Partido                                         | Votos | %               | +/-  |
| ----------------------- | ----------------------------------------------- | ----- | --------------- | ---- |
|                         | Partido Socialista                              | 618   | 33,90 / 100,00  | 0,31 |
|                         | Partido Social Democrata                        | 400   | 21,94 / 100,00  | -    |
|                         | Bloco de Esquerda                               | 218   | 11,96 / 100,00  | 7,61 |
|                         | Coligação Democrática Unitária                  | 127   | 6,97 / 100,00   | 5,89 |
|                         | Pessoas–Animais–Natureza                        | 78    | 4,28 / 100,00   | 2,76 |
|                         | CDS – Partido Popular                           | 61    | 3,35 / 100,00   | -    |
|                         | Basta!                                          | 41    | 2,25 / 100,00   | 1,34 |
|                         | Partido Comunista dos Trabalhadores Portugueses | 32    | 1,76 / 100,00   | 2,15 |
|                         | LIVRE                                           | 25    | 1,37 / 100,00   | 0,50 |
|                         | Outros (com menos de 1,00%)                     | 62    | 3,40 / 100,00   |      |
| Votos Inválidos         | Votos Inválidos                                 | 161   | 8,83 / 100,00   | 0,49 |
| Total                   | Total                                           | 1 823 | 100,00 / 100,00 |      |
| Eleitorado/Participação | Eleitorado/Participação                         | 4 711 | 38,70 / 100,00  | 6,47 |

| Freguesia | %     | %     | %     | %    | %    | %    | %    | %    | %    | Votantes |
| Freguesia | PS    | PSD   | BE    | CDU  | PAN  | CDS  | B!   | PCTP | L    | Votantes |
| --------- | ----- | ----- | ----- | ---- | ---- | ---- | ---- | ---- | ---- | -------- |
| Alferce   | 35,11 | 23,66 | 16,03 | 3,82 | 2,29 | 2,29 | 0    | 3,05 | 0,76 | 131      |
| Marmelete | 24,88 | 28,86 | 10,45 | 5,97 | 2,99 | 4,48 | 2,49 | 2,49 | 0,50 | 201      |
| Monchique | 35,01 | 20,86 | 11,80 | 7,38 | 4,63 | 3,29 | 2,41 | 1,54 | 1,54 | 1 491    |
| Monchique | 33,90 | 21,94 | 11,96 | 6,97 | 4,28 | 3,35 | 2,25 | 1,76 | 1,37 | 1 823    |

### Olhão
| Partido                 | Partido                                         | Votos  | %               | +/-  |
| ----------------------- | ----------------------------------------------- | ------ | --------------- | ---- |
|                         | Partido Socialista                              | 3 137  | 33,97 / 100,00  | 4,99 |
|                         | Bloco de Esquerda                               | 1 362  | 14,75 / 100,00  | 6,15 |
|                         | Partido Social Democrata                        | 1 331  | 14,41 / 100,00  | -    |
|                         | Coligação Democrática Unitária                  | 704    | 7,62 / 100,00   | 7,09 |
|                         | Pessoas–Animais–Natureza                        | 621    | 6,73 / 100,00   | 4,19 |
|                         | CDS – Partido Popular                           | 429    | 4,65 / 100,00   | -    |
|                         | Basta!                                          | 209    | 2,26 / 100,00   | 1,10 |
|                         | LIVRE                                           | 156    | 1,69 / 100,00   | 0,47 |
|                         | Aliança                                         | 129    | 1,40 / 100,00   | Novo |
|                         | Partido Comunista dos Trabalhadores Portugueses | 125    | 1,35 / 100,00   | 1,89 |
|                         | Nós, Cidadãos!                                  | 124    | 1,34 / 100,00   | Novo |
|                         | Outros (com menos de 1,00%)                     | 268    | 2,91 / 100,00   |      |
| Votos Inválidos         | Votos Inválidos                                 | 639    | 6,92 / 100,00   | 0,45 |
| Total                   | Total                                           | 9 234  | 100,00 / 100,00 |      |
| Eleitorado/Participação | Eleitorado/Participação                         | 37 483 | 24,64 / 100,00  | 1,54 |

| Freguesia             | %     | %     | %     | %    | %    | %    | %    | %    | %    | %    | %    | Votantes |
| Freguesia             | PS    | BE    | PSD   | CDU  | PAN  | CDS  | B!   | L    | A    | PCTP | NC!  | Votantes |
| --------------------- | ----- | ----- | ----- | ---- | ---- | ---- | ---- | ---- | ---- | ---- | ---- | -------- |
| Moncarapacho e Fuseta | 33,48 | 13,78 | 18,79 | 6,25 | 5,67 | 4,53 | 2,05 | 1,81 | 1,05 | 1,38 | 1,00 | 2 097    |
| Olhão                 | 34,99 | 13,97 | 13,90 | 7,94 | 6,91 | 4,37 | 1,80 | 2,05 | 1,23 | 1,80 | 1,02 | 2 835    |
| Pechão                | 32,36 | 15,69 | 14,48 | 9,00 | 7,18 | 3,53 | 2,31 | 1,09 | 2,07 | 1,09 | 1,82 | 822      |
| Quelfes               | 33,82 | 15,75 | 12,18 | 7,87 | 7,10 | 5,20 | 2,76 | 1,47 | 1,58 | 1,03 | 1,70 | 3 480    |
| Olhão                 | 33,97 | 14,75 | 14,41 | 7,62 | 6,73 | 4,65 | 2,26 | 1,69 | 1,40 | 1,35 | 1,34 | 9 234    |

### Portimão
| Partido                 | Partido                                         | Votos  | %               | +/-  |
| ----------------------- | ----------------------------------------------- | ------ | --------------- | ---- |
|                         | Partido Socialista                              | 4 510  | 32,96 / 100,00  | 3,26 |
|                         | Bloco de Esquerda                               | 2 044  | 14,94 / 100,00  | 5,59 |
|                         | Partido Social Democrata                        | 2 011  | 14,70 / 100,00  | -    |
|                         | Pessoas–Animais–Natureza                        | 937    | 6,85 / 100,00   | 4,58 |
|                         | Coligação Democrática Unitária                  | 907    | 6,63 / 100,00   | 6,52 |
|                         | CDS – Partido Popular                           | 690    | 5,04 / 100,00   | -    |
|                         | Basta!                                          | 322    | 2,35 / 100,00   | 1,27 |
|                         | Aliança                                         | 262    | 1,91 / 100,00   | Novo |
|                         | LIVRE                                           | 260    | 1,90 / 100,00   | 0,55 |
|                         | Nós, Cidadãos!                                  | 255    | 1,86 / 100,00   | Novo |
|                         | Partido Comunista dos Trabalhadores Portugueses | 161    | 1,18 / 100,00   | 1,36 |
|                         | Outros (com menos de 1,00%)                     | 443    | 3,23 / 100,00   |      |
| Votos Inválidos         | Votos Inválidos                                 | 882    | 6,45 / 100,00   | 1,22 |
| Total                   | Total                                           | 13 684 | 100,00 / 100,00 |      |
| Eleitorado/Participação | Eleitorado/Participação                         | 48 801 | 28,04 / 100,00  | 2,17 |

| Freguesia          | %     | %     | %     | %    | %    | %    | %    | %    | %    | %    | %    | Votantes |
| Freguesia          | PS    | BE    | PSD   | PAN  | CDU  | CDS  | B!   | A    | L    | NC!  | PCTP | Votantes |
| ------------------ | ----- | ----- | ----- | ---- | ---- | ---- | ---- | ---- | ---- | ---- | ---- | -------- |
| Alvor              | 32,59 | 14,59 | 13,74 | 8,18 | 7,79 | 4,45 | 2,49 | 1,90 | 1,83 | 1,96 | 1,37 | 1 528    |
| Mexilhoeira Grande | 42,52 | 12,43 | 9,91  | 7,75 | 5,50 | 3,15 | 1,53 | 1,17 | 1,62 | 0,81 | 1,53 | 1 110    |
| Portimão           | 32,05 | 15,24 | 15,31 | 6,57 | 6,58 | 5,31 | 2,42 | 1,99 | 1,94 | 1,96 | 1,11 | 11 046   |
| Portimão           | 32,96 | 14,94 | 14,70 | 6,85 | 6,63 | 5,04 | 2,35 | 1,91 | 1,90 | 1,86 | 1,18 | 13 684   |

### São Brás de Alportel
| Partido                 | Partido                        | Votos | %               | +/-  |
| ----------------------- | ------------------------------ | ----- | --------------- | ---- |
|                         | Partido Socialista             | 1 017 | 37,28 / 100,00  | 3,72 |
|                         | Partido Social Democrata       | 518   | 18,99 / 100,00  | -    |
|                         | Bloco de Esquerda              | 311   | 11,40 / 100,00  | 5,54 |
|                         | Coligação Democrática Unitária | 171   | 6,27 / 100,00   | 4,37 |
|                         | Pessoas–Animais–Natureza       | 153   | 5,61 / 100,00   | 3,06 |
|                         | CDS – Partido Popular          | 100   | 3,67 / 100,00   | -    |
|                         | Aliança                        | 54    | 1,98 / 100,00   | Novo |
|                         | Basta!                         | 42    | 1,54 / 100,00   | 0,74 |
|                         | LIVRE                          | 41    | 1,50 / 100,00   | 0,43 |
|                         | Nós, Cidadãos!                 | 28    | 1,03 / 100,00   | Novo |
|                         | Outros (com menos de 1,00%)    | 89    | 3,26 / 100,00   |      |
| Votos Inválidos         | Votos Inválidos                | 204   | 7,48 / 100,00   | 1,58 |
| Total                   | Total                          | 2 728 | 100,00 / 100,00 |      |
| Eleitorado/Participação | Eleitorado/Participação        | 9 297 | 29,34 / 100,00  | 1,13 |

| Freguesia            | %     | %     | %     | %    | %    | %    | %    | %    | %    | %    | Votantes |
| Freguesia            | PS    | PSD   | BE    | CDU  | PAN  | CDS  | A    | B!   | L    | NC!  | Votantes |
| -------------------- | ----- | ----- | ----- | ---- | ---- | ---- | ---- | ---- | ---- | ---- | -------- |
| São Brás de Alportel | 37,28 | 18,99 | 11,40 | 6,27 | 5,61 | 3,67 | 1,98 | 1,54 | 1,50 | 1,03 | 2 728    |
| São Brás de Alportel | 37,28 | 18,99 | 11,40 | 6,27 | 5,61 | 3,67 | 1,98 | 1,54 | 1,50 | 1,03 | 2 728    |

### Silves
| Partido                 | Partido                                         | Votos  | %               | +/-  |
| ----------------------- | ----------------------------------------------- | ------ | --------------- | ---- |
|                         | Partido Socialista                              | 2 645  | 32,41 / 100,00  | 3,29 |
|                         | Partido Social Democrata                        | 1 214  | 14,88 / 100,00  | -    |
|                         | Coligação Democrática Unitária                  | 1 032  | 12,65 / 100,00  | 9,10 |
|                         | Bloco de Esquerda                               | 921    | 11,29 / 100,00  | 5,81 |
|                         | Pessoas–Animais–Natureza                        | 450    | 5,51 / 100,00   | 3,56 |
|                         | CDS – Partido Popular                           | 333    | 4,08 / 100,00   | -    |
|                         | Basta!                                          | 172    | 2,11 / 100,00   | 1,09 |
|                         | LIVRE                                           | 157    | 1,92 / 100,00   | 0,48 |
|                         | Partido Comunista dos Trabalhadores Portugueses | 134    | 1,64 / 100,00   | 1,92 |
|                         | Aliança                                         | 106    | 1,30 / 100,00   | Novo |
|                         | Nós, Cidadãos!                                  | 86     | 1,05 / 100,00   | Novo |
|                         | Outros (com menos de 1,00%)                     | 291    | 3,57 / 100,00   |      |
| Votos Inválidos         | Votos Inválidos                                 | 620    | 7,60 / 100,00   | 0,49 |
| Total                   | Total                                           | 8 161  | 100,00 / 100,00 |      |
| Eleitorado/Participação | Eleitorado/Participação                         | 30 283 | 26,95 / 100,00  | 3,12 |

| Freguesia                  | %     | %     | %     | %     | %    | %    | %    | %    | %    | %    | %    | Votantes |
| Freguesia                  | PS    | PSD   | CDU   | BE    | PAN  | CDS  | B!   | L    | PCTP | A    | NC!  | Votantes |
| -------------------------- | ----- | ----- | ----- | ----- | ---- | ---- | ---- | ---- | ---- | ---- | ---- | -------- |
| Alcantarilha e Pêra        | 33,69 | 17,08 | 9,75  | 12,55 | 6,08 | 5,69 | 2,03 | 0,97 | 1,74 | 0,97 | 0,87 | 1 036    |
| Algoz e Tunes              | 33,38 | 17,41 | 7,41  | 12,23 | 5,90 | 3,81 | 2,30 | 1,58 | 1,58 | 1,44 | 1,29 | 1 390    |
| Armação de Pêra            | 32,21 | 19,05 | 6,72  | 12,89 | 6,54 | 5,60 | 2,33 | 0,93 | 1,21 | 2,24 | 1,87 | 1 071    |
| São Bartolomeu de Messines | 34,83 | 12,19 | 15,88 | 10,40 | 4,38 | 3,80 | 2,69 | 0,95 | 1,64 | 1,42 | 0,84 | 1 895    |
| São Marcos da Serra        | 43,75 | 11,03 | 15,07 | 11,03 | 1,47 | 4,41 | 0,74 | 0,37 | 1,47 | 0,37 | 0,37 | 272      |
| Silves                     | 28,35 | 13,22 | 16,58 | 10,25 | 5,93 | 3,08 | 1,64 | 3,84 | 1,84 | 0,96 | 0,88 | 2 497    |
| Silves                     | 32,41 | 14,88 | 12,65 | 11,29 | 5,51 | 4,08 | 2,11 | 1,92 | 1,64 | 1,30 | 1,05 | 8 161    |

### Tavira
| Partido                 | Partido                        | Votos  | %               | +/-  |
| ----------------------- | ------------------------------ | ------ | --------------- | ---- |
|                         | Partido Socialista             | 2 355  | 38,49 / 100,00  | 4,02 |
|                         | Partido Social Democrata       | 1 032  | 16,87 / 100,00  | -    |
|                         | Bloco de Esquerda              | 816    | 13,34 / 100,00  | 6,80 |
|                         | Coligação Democrática Unitária | 311    | 5,08 / 100,00   | 5,93 |
|                         | Pessoas–Animais–Natureza       | 296    | 4,84 / 100,00   | 2,88 |
|                         | CDS – Partido Popular          | 268    | 4,38 / 100,00   | -    |
|                         | LIVRE                          | 96     | 1,57 / 100,00   | 0,67 |
|                         | Aliança                        | 92     | 1,50 / 100,00   | Novo |
|                         | Nós, Cidadãos!                 | 81     | 1,32 / 100,00   | Novo |
|                         | Basta!                         | 74     | 1,21 / 100,00   | 0,41 |
|                         | Outros (com menos de 1,00%)    | 217    | 3,56 / 100,00   |      |
| Votos Inválidos         | Votos Inválidos                | 481    | 7,86 / 100,00   | 1,41 |
| Total                   | Total                          | 6 119  | 100,00 / 100,00 |      |
| Eleitorado/Participação | Eleitorado/Participação        | 22 041 | 27,76 / 100,00  | 0,90 |

| Freguesia                        | %     | %     | %     | %    | %    | %    | %    | %    | %    | %    | Votantes |
| Freguesia                        | PS    | PSD   | BE    | CDU  | PAN  | CDS  | L    | A    | NC!  | B!   | Votantes |
| -------------------------------- | ----- | ----- | ----- | ---- | ---- | ---- | ---- | ---- | ---- | ---- | -------- |
| Cachopo                          | 51,15 | 25,29 | 4,02  | 1,72 | 1,15 | 2,30 | 0    | 0,57 | 0    | 0,57 | 174      |
| Conceição e Cabanas de Tavira    | 41,92 | 12,96 | 16,00 | 5,12 | 5,44 | 3,20 | 1,44 | 0,48 | 1,60 | 0,80 | 625      |
| Luz de Tavira e Santo Estêvão    | 41,40 | 16,17 | 13,74 | 5,51 | 3,36 | 4,58 | 1,87 | 1,12 | 1,21 | 1,96 | 1 070    |
| Santa Catarina da Fonte do Bispo | 45,20 | 17,70 | 9,81  | 2,99 | 2,99 | 4,26 | 0,21 | 0,85 | 0,64 | 0,21 | 469      |
| Santa Luzia                      | 39,44 | 10,00 | 14,17 | 9,17 | 5,28 | 3,61 | 0,83 | 2,22 | 1,11 | 1,94 | 360      |
| Tavira (Santa Maria e Santiago)  | 35,28 | 17,98 | 13,59 | 4,97 | 5,58 | 4,74 | 1,84 | 1,87 | 1,49 | 1,14 | 3 421    |
| Tavira                           | 38,49 | 16,87 | 13,34 | 5,08 | 4,84 | 4,38 | 1,57 | 1,50 | 1,32 | 1,21 | 6 119    |

### Vila do Bispo
| Partido                 | Partido                                         | Votos | %               | +/-  |
| ----------------------- | ----------------------------------------------- | ----- | --------------- | ---- |
|                         | Partido Socialista                              | 407   | 37,07 / 100,00  | 2,30 |
|                         | Partido Social Democrata                        | 147   | 13,39 / 100,00  | -    |
|                         | Bloco de Esquerda                               | 142   | 12,93 / 100,00  | 5,87 |
|                         | Coligação Democrática Unitária                  | 85    | 7,74 / 100,00   | 3,69 |
|                         | Pessoas–Animais–Natureza                        | 81    | 7,38 / 100,00   | 4,60 |
|                         | CDS – Partido Popular                           | 28    | 2,55 / 100,00   | -    |
|                         | Partido Comunista dos Trabalhadores Portugueses | 17    | 1,55 / 100,00   | 0,51 |
|                         | LIVRE                                           | 16    | 1,46 / 100,00   | 0,29 |
|                         | Basta!                                          | 13    | 1,18 / 100,00   | 0,01 |
|                         | Nós, Cidadãos!                                  | 12    | 1,09 / 100,00   | Novo |
|                         | Partido Unido dos Reformados e Pensionistas     | 11    | 1,00 / 100,00   | Novo |
|                         | Outros (com menos de 1,00%)                     | 30    | 2,73 / 100,00   |      |
| Votos Inválidos         | Votos Inválidos                                 | 110   | 10,02 / 100,00  | 2,16 |
| Total                   | Total                                           | 1 098 | 100,00 / 100,00 |      |
| Eleitorado/Participação | Eleitorado/Participação                         | 4 032 | 27,23 / 100,00  | 3,52 |

| Freguesia                 | %     | %     | %     | %     | %    | %    | %    | %    | %    | %    | %    | Votantes |
| Freguesia                 | PS    | PSD   | BE    | CDU   | PAN  | CDS  | PCTP | L    | B!   | NC!  | PURP | Votantes |
| ------------------------- | ----- | ----- | ----- | ----- | ---- | ---- | ---- | ---- | ---- | ---- | ---- | -------- |
| Barão de São Miguel       | 34,45 | 11,76 | 18,49 | 10,92 | 5,04 | 0,84 | 0,84 | 1,68 | 0,84 | 0,84 | 0,84 | 119      |
| Budens                    | 40,24 | 12,91 | 12,31 | 8,11  | 6,31 | 3,30 | 1,80 | 1,20 | 0,90 | 1,50 | 1,20 | 333      |
| Sagres                    | 38,24 | 13,60 | 9,63  | 7,93  | 8,22 | 3,40 | 1,13 | 1,42 | 1,42 | 1,42 | 0,57 | 353      |
| Vila do Bispo e Raposeira | 33,11 | 14,33 | 15,36 | 5,80  | 8,53 | 1,37 | 2,05 | 1,71 | 1,37 | 0,34 | 1,37 | 293      |
| Vila do Bispo             | 37,07 | 13,39 | 12,93 | 7,74  | 7,38 | 2,55 | 1,55 | 1,46 | 1,18 | 1,09 | 1,00 | 1 098    |

### Vila Real de Santo António
| Partido                 | Partido                                         | Votos  | %               | +/-  |
| ----------------------- | ----------------------------------------------- | ------ | --------------- | ---- |
|                         | Partido Socialista                              | 1 390  | 36,91 / 100,00  | 5,23 |
|                         | Coligação Democrática Unitária                  | 553    | 14,68 / 100,00  | 7,65 |
|                         | Partido Social Democrata                        | 508    | 13,49 / 100,00  | -    |
|                         | Bloco de Esquerda                               | 477    | 12,67 / 100,00  | 5,71 |
|                         | Pessoas–Animais–Natureza                        | 157    | 4,17 / 100,00   | 2,69 |
|                         | CDS – Partido Popular                           | 153    | 4,06 / 100,00   | -    |
|                         | Basta!                                          | 80     | 2,12 / 100,00   | 1,00 |
|                         | LIVRE                                           | 58     | 1,54 / 100,00   | 0,41 |
|                         | Nós, Cidadãos!                                  | 57     | 1,51 / 100,00   | Novo |
|                         | Aliança                                         | 48     | 1,27 / 100,00   | Novo |
|                         | Partido Comunista dos Trabalhadores Portugueses | 48     | 1,27 / 100,00   | 1,71 |
|                         | Outros (com menos de 1,00%)                     | 76     | 2,02 / 100,00   |      |
| Votos Inválidos         | Votos Inválidos                                 | 161    | 4,28 / 100,00   | 1,25 |
| Total                   | Total                                           | 3 766  | 100,00 / 100,00 |      |
| Eleitorado/Participação | Eleitorado/Participação                         | 16 814 | 22,40 / 100,00  | 4,13 |

| Freguesia                  | %     | %     | %     | %     | %    | %    | %    | %    | %    | %    | %    | Votantes |
| Freguesia                  | PS    | CDU   | PSD   | BE    | PAN  | CDS  | B!   | L    | NC!  | A    | PCTP | Votantes |
| -------------------------- | ----- | ----- | ----- | ----- | ---- | ---- | ---- | ---- | ---- | ---- | ---- | -------- |
| Monte Gordo                | 35,21 | 17,30 | 14,29 | 11,27 | 3,62 | 3,42 | 3,82 | 1,01 | 1,21 | 0,80 | 2,41 | 497      |
| Vila Nova de Cacela        | 41,48 | 8,52  | 14,66 | 11,53 | 4,76 | 4,89 | 2,63 | 2,01 | 1,50 | 1,13 | 1,13 | 798      |
| Vila Real de Santo António | 35,77 | 16,15 | 12,95 | 13,31 | 4,09 | 3,93 | 1,62 | 1,50 | 1,58 | 1,42 | 1,09 | 2 471    |
| Vila Real de Santo António | 36,91 | 14,68 | 13,49 | 12,67 | 4,17 | 4,06 | 2,12 | 1,54 | 1,51 | 1,27 | 1,27 | 3 766    |